# 쿠바 혁명공군 및 반항공군

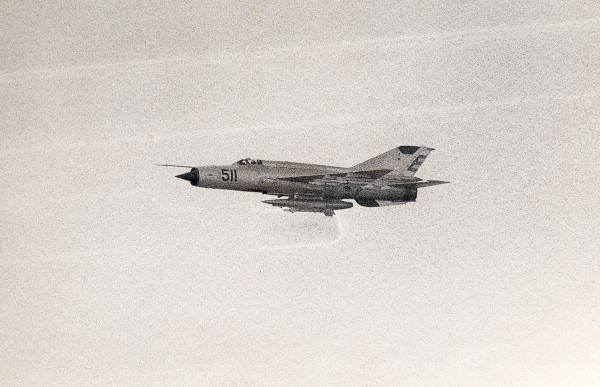
1970년, 쿠바 혁명공군의 미코얀-구레비치 MiG-21의 모습

쿠바 혁명공군 및 반항공군(스페인어: Defensa Anti-Aérea Y Fuerza Aérea Revolucionaria, DAAFAR) 또는 단순히 쿠바 혁명공군은 쿠바 혁명군 산하의 조직으로서, 쿠바의 공군이다. 1960년부터 현재까지 활동중이며, 장비로는 에어로 L-39 알바트로스, 밀 Mi-24, 미코얀-구레비치 MiG-21, 미코얀-구레비치 MiG-23, 미코얀 MiG-29, 밀 Mi-8, 밀 Mi-17, 안토노프 An-24 등의 전투기, 공격기, 훈련기, 화물 항공기로 이루어져 있다.